# Saison NBA 1970-1971
Navigation
Saison 1969-1970 Saison 1971-1972
La saison NBA 1970-1971 est la 22e saison de la NBA (la 25e en comptant les trois saisons de BAA). Les Bucks de Milwaukee remportent le titre NBA en battant en finale les Bullets de Baltimore 4 victoires à 0.

## Faits notables
- Le All-Star Game 1971 s'est déroulé à la San Diego Sports Arena à San Diego, où les All-Star de l'Ouest ont battu les All-Star de l'Est 108-107. Lenny Wilkens (SuperSonics de Seattle) a été élu Most Valuable Player.
- La NBA connait une nouvelle expansion avec trois équipes qui intègrent la ligue : les Trail Blazers de Portland, les Cavaliers de Cleveland et les Braves de Buffalo.
- La ligue change le format de la compétition de la saison régulière, passant des deux Divisions Est et Ouest, à deux Conférences, chacune divisée en deux divisions : la Atlantic Division et la Central Division pour la Conférence Est ; la Pacific Division et la Midwest Division pour la Conférence Ouest.
- Les Bucks de Milwaukee remportent le titre de champion, alors qu'ils sont dans leur troisième année d'existence seulement, devenant la franchise d'expansion à gagner le plus précocement le titre.

## Classements en saison régulière
| Champion de division | Qualifié pour les playoffs | Non qualifié pour les playoffs |

### Par division
| Division Atlantique   | V  | D  | PCT  | GB |
| --------------------- | -- | -- | ---- | -- |
| Knicks de New York    | 52 | 30 | 63,4 | -  |
| 76ers de Philadelphie | 47 | 35 | 57,3 | 5  |
| Celtics de Boston     | 44 | 38 | 53,7 | 8  |
| Braves de Buffalo     | 22 | 60 | 26,8 | 30 |

| Division Centrale      | V  | D  | PCT  | GB |
| ---------------------- | -- | -- | ---- | -- |
| Bullets de Baltimore   | 42 | 40 | 51,2 | -  |
| Hawks d'Atlanta        | 36 | 46 | 43,9 | 6  |
| Royals de Cincinnati   | 33 | 49 | 40,2 | 9  |
| Cavaliers de Cleveland | 15 | 67 | 18,3 | 27 |

| Division Midwest     | V  | D  | PCT  | GB |
| -------------------- | -- | -- | ---- | -- |
| Bucks de Milwaukee C | 66 | 16 | 80,5 | -  |
| Bulls de Chicago     | 51 | 31 | 62,2 | 15 |
| Suns de Phoenix      | 48 | 34 | 58,5 | 18 |
| Pistons de Détroit   | 45 | 37 | 54.9 | 21 |

| Division Pacifique        | V  | D  | PCT  | GB |
| ------------------------- | -- | -- | ---- | -- |
| Lakers de Los Angeles     | 48 | 34 | 58,5 | -  |
| Warriors de San Francisco | 41 | 41 | 50,0 | 7  |
| Rockets de San Diego      | 40 | 42 | 48,8 | 8  |
| SuperSonics de Seattle    | 38 | 44 | 46,3 | 10 |
| Trail Blazers de Portland | 29 | 53 | 35,4 | 19 |

### Par conférence
| Conférence Est | Conférence Est         | Conférence Est | Conférence Est | Conférence Est |
| No             | Franchise              | Vic.           | Déf.           | PCT            |
| -------------- | ---------------------- | -------------- | -------------- | -------------- |
| 1              | Knicks de New York     | 52             | 30             | 63,4           |
| 2              | Bullets de Baltimore   | 42             | 40             | 51,2           |
| 3              | 76ers de Philadelphie  | 47             | 35             | 57,3           |
| 4              | Hawks d'Atlanta        | 36             | 46             | 43,9           |
|                |                        |                |                |                |
| 5              | Celtics de Boston      | 44             | 38             | 53,7           |
| 6              | Royals de Cincinnati   | 33             | 49             | 40,2           |
| 7              | Braves de Buffalo      | 22             | 60             | 26,8           |
| 8              | Cavaliers de Cleveland | 15             | 67             | 18,3           |

| Conférence Ouest | Conférence Ouest          | Conférence Ouest | Conférence Ouest | Conférence Ouest |
| No               | Franchise                 | Vic.             | Déf.             | PCT              |
| ---------------- | ------------------------- | ---------------- | ---------------- | ---------------- |
| 1                | Bucks de Milwaukee C      | 66               | 16               | 80,5             |
| 2                | Lakers de Los Angeles     | 48               | 34               | 58,5             |
| 3                | Bulls de Chicago          | 51               | 31               | 62,2             |
| 4                | Warriors de San Francisco | 41               | 41               | 50,0             |
|                  |                           |                  |                  |                  |
| 5                | Suns de Phoenix           | 48               | 34               | 58,5             |
| 6                | Pistons de Détroit        | 45               | 37               | 54.9             |
| 7                | Rockets de San Diego      | 40               | 42               | 48,8             |
| 8                | SuperSonics de Seattle    | 38               | 44               | 46,3             |
| 9                | Trail Blazers de Portland | 29               | 53               | 35,4             |

C - Champions NBA

## Play-offs
|  | Demi-finales de Conférence | Demi-finales de Conférence | Demi-finales de Conférence |                       |   | Finales de Conférence | Finales de Conférence | Finales de Conférence |  |  | Finales NBA | Finales NBA          | Finales NBA |
|  |                            |                            |                            |                       |   |                       |                       |                       |  |  |             |                      |             |
|  | 1                          | Knicks de New York         | 4                          |                       |   |                       |                       |                       |  |  |             |                      |             |
|  | 4                          | Hawks d'Atlanta            | 1                          |                       |   |                       |                       |                       |  |  |             |                      |             |
|  | 4                          | Hawks d'Atlanta            | 1                          |                       | 1 | Knicks de New York    | 3                     |                       |  |  |             |                      |             |
|  | Conférence Est             |                            |                            |                       | 1 | Knicks de New York    | 3                     |                       |  |  |             |                      |             |
|  |                            |                            | 2                          | Bullets de Baltimore  | 4 |                       |                       |                       |  |  |             |                      |             |
|  | 3                          | 76ers de Philadelphie      | 2                          | Bullets de Baltimore  | 4 | 3                     |                       |                       |  |  |             |                      |             |
|  | 3                          | 76ers de Philadelphie      |                            |                       |   | 3                     |                       |                       |  |  |             |                      |             |
|  | 2                          | Bullets de Baltimore       | 4                          |                       |   |                       |                       |                       |  |  |             |                      |             |
|  |                            |                            |                            |                       |   |                       |                       |                       |  |  | E2          | Bullets de Baltimore | 0           |
|  |                            |                            | O1                         | Bucks de Milwaukee    | 4 |                       |                       |                       |  |  |             |                      |             |
|  | 1                          | Bucks de Milwaukee         | 4                          |                       |   |                       |                       |                       |  |  |             |                      |             |
|  | 4                          | Warriors de Golden State   | 1                          |                       |   |                       |                       |                       |  |  |             |                      |             |
|  | 4                          | Warriors de Golden State   | 1                          |                       | 1 | Bucks de Milwaukee    | 4                     |                       |  |  |             |                      |             |
|  | Conférence Ouest           |                            |                            |                       | 1 | Bucks de Milwaukee    | 4                     |                       |  |  |             |                      |             |
|  |                            |                            | 2                          | Lakers de Los Angeles | 1 |                       |                       |                       |  |  |             |                      |             |
|  | 3                          | Bulls de Chicago           | 2                          | Lakers de Los Angeles | 1 | 3                     |                       |                       |  |  |             |                      |             |
|  | 3                          | Bulls de Chicago           |                            |                       |   | 3                     |                       |                       |  |  |             |                      |             |
|  | 2                          | Lakers de Los Angeles      | 4                          |                       |   |                       |                       |                       |  |  |             |                      |             |

## Conférence Ouest

### Demi-finale de Conférence
(1) Bucks de Milwaukee contre (4) Warriors de San Francisco:
Les Bucks remportent la série 4-1
- Game 1 @ San Francisco:  Milwaukee 107, San Francisco 96
- Game 2 @ Milwaukee:  Milwaukee 104, San Francisco 90
- Game 3 @ Milwaukee:  Milwaukee 114, San Francisco 102
- Game 4 @ San Francisco:  San Francisco 106, Milwaukee 104
- Game 5 @ Milwaukee:  Milwaukee 136, San Francisco 86

(2) Lakers de Los Angeles contre (3) Bulls de Chicago:
Les Lakers remportent la série 4-3
- Game 1 @ Los Angeles:  Los Angeles 100, Chicago 99
- Game 2 @ Los Angeles:  Los Angeles 105, Chicago 95
- Game 3 @ Chicago:  Chicago 106, Los Angeles 98
- Game 4 @ Chicago:  Chicago 112, Los Angeles 102
- Game 5 @ Los Angeles:  Los Angeles 115, Chicago 86
- Game 6 @ Chicago:  Chicago 113, Los Angeles 99
- Game 7 @ Los Angeles: Los Angeles 109, Chicago 98

### Finale de Conférence
(1) Bucks de Milwaukee contre (2) Lakers de Los Angeles:
Les Bucks remportent la série 4-1
- Game 1 @ Milwaukee:  Milwaukee 106, Los Angeles 85
- Game 2 @ Milwaukee:  Milwaukee 91, Los Angeles 73
- Game 3 @ Los Angeles:  Los Angeles 118, Milwaukee 107
- Game 4 @ Los Angeles:  Milwaukee 117, Los Angeles 94
- Game 5 @ Milwaukee: Milwaukee 116, Los Angeles 98

## Conférence Est

### Demi-finales de Conférence
(1) Knicks de New York contre (4) Hawks d'Atlanta:
Les Knicks remportent la série 4-1
- Game 1 @ New York:  New York 112, Atlanta 101
- Game 2 @ New York:  Atlanta 113, New York 104
- Game 3 @ Atlanta:  New York 110, Atlanta 95
- Game 4 @ Atlanta:  New York 113, Atlanta 107
- Game 5 @ New York:  New York 111, Atlanta 107

(2) Bullets de Baltimore contre (3) 76ers de Philadelphie:
Les Bullets remportent la série 4-3
- Game 1 @ Baltimore:  Philadelphia 126, Baltimore 112
- Game 2 @ Philadelphia:  Baltimore 119, Philadelphia 107
- Game 3 @ Baltimore:  Baltimore 111, Philadelphia 103
- Game 4 @ Philadelphia:  Baltimore 120, Philadelphia 105
- Game 5 @ Baltimore:  Philadelphia 104, Baltimore 103
- Game 6 @ Philadelphia:  Philadelphia 98, Baltimore 94
- Game 7 @ Baltimore: Baltimore 128, Philadelphia 120

### Finale de Conférence
(1) Knicks de New York contre (2) Bullets de Baltimore:
Les Bullets remportent la série 4-3
- Game 1 @ New York:  New York 112, Baltimore 111
- Game 2 @ New York:  New York 107, Baltimore 88
- Game 3 @ Baltimore:  Baltimore 114, New York 88
- Game 4 @ Baltimore:  New York 101, Baltimore 80
- Game 5 @ New York:  Baltimore 89, New York 84
- Game 6 @ Baltimore:  Baltimore 113, New York 96
- Game 7 @ New York: Baltimore 93, New York 91

## Finales NBA
(1) Bucks de Milwaukee contre (2) Bullets de Baltimore:
Les Bucks remportent la série 4-0
- Game 1 @ Milwaukee:  Milwaukee 98, Baltimore 88
- Game 2 @ Baltimore:  Milwaukee 102, Baltimore 83
- Game 3 @ Milwaukee:  Milwaukee 107, Baltimore 99
- Game 4 @ Baltimore:  Milwaukee 118, Baltimore 106

## Leaders de la saison régulière
| Catégorie                  | Joueur           | Équipe             | Statistique |
| -------------------------- | ---------------- | ------------------ | ----------- |
| Points par match           | Lew Alcindor     | Bucks de Milwaukee | 31,7        |
| Rebonds par match          | Wilt Chamberlain | Los Angeles Lakers | 18,2        |
| Passes décisives par match | Norm Van Lier    | Chicago Bulls      | 10,1        |
| % aux tirs                 | Johnny Green     | Cincinnati Royals  | 58,7        |
| % aux lancers-francs       | Chet Walker      | Chicago Bulls      | 85,9        |

## Récompenses individuelles
- Most Valuable Player : Lew Alcindor, Bucks de Milwaukee
- Co-Rookie of the Year : Geoff Petrie, Trail Blazers de Portland ; Dave Cowens, Celtics de Boston
- Coach of the Year: Dick Motta, Bulls de Chicago
- All-NBA First Team :
  - Dave Bing, Pistons de Détroit
  - Jerry West, Lakers de Los Angeles
  - Billy Cunningham, 76ers de Philadelphie
  - Lew Alcindor, Bucks de Milwaukee
  - John Havlicek, Celtics de Boston
- All-NBA Second Team :
  - Gus Johnson, Bullets de Baltimore
  - Bob Love, Bulls de Chicago
  - Willis Reed, Knicks de New York
  - Walt Frazier, Knicks de New York
  - Oscar Robertson, Bucks de Milwaukee
- NBA All-Rookie Team :
  - Geoff Petrie, Trail Blazers de Portland
  - Bob Lanier, Pistons de Détroit
  - Calvin Murphy, Rockets de San Diego
  - Dave Cowens, Celtics de Boston
  - Pete Maravich, Hawks d'Atlanta
- NBA All-Defensive First Team :
  - Dave DeBusschere, Knicks de New York
  - Gus Johnson, Bullets de Baltimore
  - Nate Thurmond, Warriors de San Francisco
  - Walt Frazier, Knicks de New York
  - Jerry West, Lakers de Los Angeles
- NBA All-Defensive Second Team :
  - John Havlicek, Celtics de Boston
  - Paul Silas, Suns de Phoenix
  - Lew Alcindor, Bucks de Milwaukee
  - Jerry Sloan, Bulls de Chicago
  - Norm Van Lier, Royals de Cincinnati
- MVP des Finales : Lew Alcindor, Bucks de Milwaukee